# Февраль 2023 года

Список событий февраля 2023 года.

## События
- 1 февраля
  - В результате ракетного удара по жилому сектору Краматорска (Донецкая область) повреждены 8 многоквартирных домов, один из них полностью разрушен. По меньшей мере 3 человека погибли, 20 получили ранения[1].
  - Квотербек клуба «Тампа-Бэй Бакканирс» 45-летний Том Брэди, рекордные 7 раз побеждавший в Супербоуле, объявил о завершении карьеры[2].
  - Крупнейший трансфер в истории Английской Премьер-лиги: аргентинец Энцо Фернандес перешёл из «Бенфики» в «Челси» за 121 миллион евро[3].
  - В Лондоне прошла крупнейшая за 10 лет забастовка[4].
  - Учёные из Мичиганского университета обнаружили в черепе ископаемой рыбы возрастом 319 млн лет, извлечённой из угольной шахты в Англии более ста лет назад, древнейший пример хорошо сохранившегося мозга позвоночных[5].
  - В Австралии нашли радиоактивную капсулу с цезием-137 размером 6×8 мм, которая выпала из грузовика, сообщили местные власти. Капсулу почти неделю искали на шоссе протяженностью 1400 км в штате Западная Австралия. Согласно заявлению властей Западной Австралии, специалисты «буквально нашли иголку в стоге сена»[6].
  - В июле 2022 году ученые Арктического и антарктического НИИ (ААНИИ) зафиксировали самую длительную за всю историю наблюдений грозу в высокоширотной Арктике — 55 минут — на крупнейшей российской гидрометеообсерватории Ледовая база (Мыс Баранова) на Северной Земле[7].
  - Daily Mail: По содержимому сосудов, которые датируются 664 годом до н. э., ученые из Тюбингенского университета в Германии раскрыли рецепт бальзамирования древних египтян, который занимал в общей сложности 70 дней. Около 2700 лет назад в процессе мумификации использовалась смесь из древесной смолы (смола элеми, смола дерева Пистасия), продукты из фисташки и побочные продукты из можжевельника, пчелиный воск и битум[8].
- 2 февраля
  - Полиция Израиля арестовала американского туриста за вандализм в христианской церкви в Иерусалиме; мужчина, войдя в Храм Бичевания, который установлен там, где по преданию бичевали Иисуса Христа по пути на Голгофу, опрокинул ногой статую[9].
  - В возрасте 27 лет скончался российский рэпер Yung Trappa[10].
  - Биологи впервые успешно подключили миниатюрную копию человеческого мозга, выращенную из стволовых клеток, к нервной системе крыс и заставили их обмениваться сигналами и получать информацию друг от друга[11].
  - Франция закрыла своё генконсульство в Стамбуле из-за угроз безопасности сотрудников, временно приостановив его работу; днём ранее также поступила Германия[12].
  - Госдума и Совет Федерации проголосовали за закон, согласно которому депутаты региональных и муниципальных парламентов могут больше не публиковать декларации о доходах. Для вступления в силу закон ожидает подписи президента[13].
- 3 февраля
  - В возрасте 88 лет скончался модельер Пако Рабан[14].
  - Глава министерства финансов США Джанет Йеллен подписала распоряжение о введении потолка цен на нефтепродукты из РФ[15].
  - Минюст России добавил в реестр иноагентов 5 человек: видеоблогера Николая Соболева, политолога Павла Мезерина, журналиста и ведущего политического YouTube-канала Популярная политика Александра Макашенца, Екатерину Дудко и Елену Прокашеву[16].
  - Роспотребнадзор: в России выявили 2-й случай заражения подвариантом коронавируса «кракен» (XBB.1.5)[17].
  - Science: в Университетском колледже Лондона открыли ранее неизвестную форму льда MDA, напоминающую аморфную жидкую воду[18].
  - В результате раскопок по программе Гавайского университета, начатых в 2009-м году, археологи нашли место одной из битв Великого восстания в Египте, упомянутого в текстах на знаменитом Розеттском камне. Это была череда битв с 207 по 184 год до н. э. между древними египтянами и войсками династии Птолемеев, захватившей власть в Египте после смерти Александра Македонского. По данным раскопок одно место таких битв было в местечке Телль-эль-Тимаи (Tell el-Timai) на севере Египта в дельте Нила, где раньше располагался древний греко-римский промышленный город Тмуис (Live Science, Journal of Field Archaeology)[19],[20].
- 4 февраля
  - Бразилия затопила свой единственный авианосец «Сан-Паулу», который ранее был списан; авианосец до этого около 40 лет находился на службе во Франции, прежде чем был приобретён Бразилией, где находился на службе 18 лет[21].
  - В Борисовке в Белгородской области после взрывов загорелись нефтебаза и завод мостовых металлоконструкций имени Скляренко[22].
  - Информационное агентство США Bloomberg со ссылкой на неизвестные источники информации, сообщает о решении правительства Пакистана заблокировать Википедию. По данным агентства, пакистанские власти ранее возмутились некоторыми статьями Википедии на религиозную тематику и дали энциклопедии 48 часов на удаление информации в статьях Википедии и удалении некоторых статьей. Википедия не удалила статьи и информацию в них, после этого Правительство Пакистана заблокировало Википедию на территории страны[23].
  - Центр по профилактике и контролю заболеваний КНР: в период только с 8 декабря прошлого года до 2 февраля в китайских больницах от различных осложнений, вызванных COVID-19, скончались 82 238 пациентов. Всего по стране было зафиксировано 6,94 млн заболевших человек[24].
- 5 февраля
  - Вступили в силу санкции на поставки нефтепродуктов (бензина, дизеля, керосина, нафты и мазута) из России в ЕС. С 5 февраля также действует потолок цен на нефтепродукты из России, поставляемые морем в третьи страны[25].
  - Впервые представительница России из Удмуртии — Елена Максимова — получила главный титул международного конкурса красоты для замужних женщин «Миссис Вселенная-2022»[26].
  - В России фильм Дмитрия Дьяченко «Чебурашка» собрал в прокате 6 млрд рублей[27].
  - Верховный лидер Ирана аятолла Али Хаменеи амнистирует несколько тысяч участников протестов по случаю 44-й годовщины победы Исламской революции и праздника месяца раджаб[28].
- 6 февраля
  - Землетрясения в Турции и Сирии унесли более 36 тысяч жизней, пострадали более 100 тысяч человек[29].
  - Учёные из Техасского университета A&M обнаружили костяной наконечник стрелы возрастом 13 900 лет на стоянке Манис (штат Вашингтон), что примерно на 900 лет превосходит возраст самых древних метательных снарядов, найденных на территории обеих Америк (журнал Science Advances)[30]. Есть и другие подтверждения того, что в северо-западной части США располагалась группа ранних поселений, возникших в период от 16 до 14 тысяч лет назад.
  - Бейонсе в ходе 65-й церемонии премии Grammy побила рекорд по числу полученных в истории этих наград, у неё теперь 32 статуэтки[31].
  - В Пенсильвании объявили эвакуацию населения из-за того, что в ходе контролируемого горения цистерн сошедшего с рельс в минувшую пятницу поезда с грузом химических веществ в воздух происходит выброс опасного газа фосгена и хлороводорода[32].
- 7 февраля
  - 38-летний Леброн Джеймс стал лучшим снайпером в истории НБА, превысив достижение Карима Абдул-Джаббара, установленное в 1989 году[33].
  - В Париже началась третья массовая акция протеста против повышения пенсионного возраста в стране, в ходе акции происходят беспорядки[34].
  - При обрушении в результате взрыва бытового газа подъезда 5-этажного панельного жилого дома в городе Ефремове Тульской области погибли 5 человек[35].
  - Роспотребнадзор: за неделю отмечен рост пандемии COVID-19 в РФ почти на 33 %. На 5-й неделе 2023 года в РФ зарегистрировано более 60 тыс. новых случаев COVID[36].
  - Учёные Института исследований натуральных продуктов и биологии инфекций им. Лейбница (Германия) открыли новое природное вещество, обладающее мощным антимикробным и антигрибковым воздействием. Его вырабатывают грамотрицательные бактерии рода Pseudomonas[англ.] сообщает Nature. Группу молекул назвали «кианумицины» — в честь голливудского актера Киану Ривза[37].
  - Компания Google представила чат-бот Bard, основанный на искусственном интеллекте, который обгонит ChatGPT. По словам главы корпорации Сундара Пичаи, доступ к сервису откроют в ближайшие несколько дней[38].
  - С помощью анализа ДНК осьминога Тюрке[англ.] (Pareledone turqueti), живущего в Антарктиде уже 4 млн лет, научная команда в составе биологов, генетиков, гляциологов, климатологов и информатиков доказала, что во время эемского потепления 125 тысяч лет назад ледяные шапки на полюсах полностью растаяли[39].
- 8 февраля
  - Лауреат Пулитцеровский премии Сеймур Херш заявил, что к диверсии на «Северных потоках» в сентябре 2022 года причастны США и Норвегия[40].
  - В немецком Оберхофе начался чемпионат мира по биатлону 2023[41].
  - Разработчики из Китайского университета в Гонконге представили принципиально новый тип квадрокоптера, способный не только летать, но и полноценно перемещаться и функционировать под водой[42].
  - В Израиле прошла спонтанная забастовка работников аэропорта Бен-Гурион; рабочие требуют возвращения уровня оплаты на доковидный уровень и найма дополнительного числа сотрудников[43].
- 9 февраля
  - При обрушении в результате взрыва бытового газа подъезда 5-этажного панельного жилого дома в Новосибирске погибли 12 человек. 10 февраля в Новосибирской области объявлено днём траура[44]
  - В Финляндии началась трёхдневная забастовка работников розничной торговли[45]
  - В Новой Зеландии обнаружены останки крупнейших пингвинов, их вес составлял более 150 килограммов; новый вид получил название Kumimanu fordycei[46]
- 10 февраля
  - Испанский режиссёр Карлос Саура скончался в возрасте 91 года[47].
  - В результате ДТП в Латвии погиб основатель компании Sela Борис Остроброд[48].
  - Вторжение России на Украину: Россия нанесла ракетные удары по объектам энергетической инфраструктуры Украины в Киевской, Николаевской, Запорожской, Винницкой, Полтавской, Кировоградской, Харьковской, Львовской, Ивано-Франковской и Одесской областях. В нескольких областях начались перебои с энергоснабжением[49].
- 11 февраля
  - В России выявили 12 845 случаев ковида за сутки. Это максимум с 15 октября 2022 года. Всего с начала пандемии в стране зарегистрировали 22 060 370 случаев заражения и 395 520 смертей[50].
  - Землетрясения в Турции и Сирии: в турецкой провинции Хатай появился разлом шириной более 200 метров и глубиной свыше 30 метров на оливковом поле площадью 35 гектаров в центре деревни Тепехан. В Турции объявили 7-дневный общенациональный траур, а в 10 пострадавших от катастрофы провинциях ввели режим ЧП на 3 месяца[51].
- 12 февраля
  - Супербоул LVII: «Канзас-Сити Чифс» обыграли клуб «Филадельфия Иглз» со счётом 38-35, самым ценным игроком матча, прошедшего в Глендейле, штат Аризона, был признан Патрик Махоумс[52].
  - У Ибин победил на турнире Dallas Open и стал первым в истории китайским теннисистом, выигравшим турнир уровня ATP в одиночном разряде[53].
  - Землетрясения в Турции и Сирии: «Газиантеп» стал вторым клубом после «Хатайспора», снявшимся с чемпионата Турции по футболу в связи с разрушениями в регионе[54].
  - Ислам Махачев выиграл 12 боев подряд в UFC[55].
  - В возрасте 78 лет умер советский и российский кинорежиссёр Вадим Абдрашитов[56].
- 13 февраля
  - Учёным удалось впервые в мире провести передачу кубитов между квантовыми чипами[57].
  - В Албании протестующие предприняли попытку захвата здания парламента[58].
  - В турецкой провинции Хатай спустя 182 часа после землетрясения удалось найти ещё одного выжившего, им оказался 13-летний подросток[59].
  - В Нормандии упал астероид 2023 CX1, открытый менее чем за семь часов до столкновения с Землёй[60].
- 14 февраля
  - Европейский парламент поддержал запрет на продажу новых автомобилей с двигателями внутреннего сгорания после 2035 года. За соответствующую резолюцию проголосовали 340 депутатов, 279 выступили против, еще 21 воздержались[61]
  - В Румынии произошло сразу три землетрясения[62].
  - В провинции Лимпопо на северо-западе ЮАР столкнулись туристический автобус и бронированный автомобиль инкассаторов, в результате автобус упал с моста в реку. Погибли 20 человек, 68 пострадали[63].
  - Бывший губернатор Южной Каролины 51-летняя Никки Хейли заявила о своём участии в праймериз Республиканской партии перед президентскими выборами 2024 года в США[64].
- 15 февраля
  - Британский индекс FTSE 100 впервые в истории преодолел отметку 8000 пунктов[65].
  - Никола Стерджен объявила об уходе с поста первого министра Шотландии, который она занимала с 2014 года, после того, как будет избран новый лидер Шотландской национальной партии[66].
  - В провинции Чирики в Панаме автобус упал с обрыва после того, как водитель не справился с управлением, погибло не менее 39 человек[67].
  - Президент Казахстана Касым-Жомарт Токаев подписал закон, лишающий бывшего президента Нурсултана Назарбаева всех привилегий и статуса лидера нации («елбасы»)[68].
  - В Таджикистане в результате схода лавин погибли 10 человек, в том числе 8 человек в Горно-Бадахшанской автономной области[69].
  - Пейтон Гендрон, застреливший 10 человек 14 мая 2022 года в супермаркете в Буффало, приговорён к пожизненному лишению свободы без права на условно-досрочное освобождение[70].
- 16 февраля
  - Карабахский конфликт: премьер-министр Армении Никол Пашинян заявил, что в Ереване подготовили «окончательный» и «полный» текст мирного соглашения, передав его не только Азербайджану, но также и международным посредникам — России, Франции и США[71].
  - Чемпионат мира по биатлону: норвежка Марте Олсбю-Ройселанн победила в сингл-миксте вместе с Йоханнесом Тиннесом Бё и стала рекордсменкой среди женщин по общему количеству золотых медалей чемпионатов мира (13)[72].
  - Россия выпустила по Украине 36 ракет. ПВО Украины уничтожили 16 ракет, часть крылатых ракет Х-22 достигла своих целей, поразив объекты критической инфраструктуры[73]
  - Сьюзен Воджитски объявила об уходе с поста генерального директора YouTube, который она занимала с 2014 года[74]
  - В Турции произошло ещё одно землетрясение, его сила составила 5,1 балла[75]
  - Стоимость биткоина впервые с июня прошлого года превысила 25 тысяч долларов, увеличившись за 1 день более чем на 10 %[76]
  - В Париже в рамках продолжающихся протестов против пенсионной реформы во Франции свыше 440 тысяч человек вышли на улицы; по другим данным, число протестующих на улицах составило более 1,3 миллиона человек[77].
- 17 февраля
  - Конфликты и преступления
    - Конфликт в Вазиристане: боевики «Техрик-е Талибан Пакистан» напали на главный офис полиции в одном из крупнейших городов мира Карачи; погибли три боевика, три полицейских и один гражданский[78][79].
    - Свыше 60 человек погибли в результате нападения боевиков ИГ в районе города Эс-Сухне в сирийской провинции Хомс[80].
    - 6 человек стали жертвами стрельбы в американском штате Миссисипи[81].
    - В Болгарии обнаружили мёртвыми в грузовике 18 мигрантов, ещё 34 человека из их числа были отправлены в больницу[82].

  - Минюст признал иноагентами журналиста Андрея Лошака, историка Андрея Зубова и школу свободной общественной мысли «Возрождение»[83].
- 18 февраля
  - Спорт
    - Финский хоккейный клуб «Таппара» выиграл Лигу чемпионов, победив в финале шведский «Лулео» со счётом 3:2[84].
    - В австралийском Батерсте впервые с 2019 года состоялся чемпионат мира по легкоатлетическому кроссу[85].

  - Все шесть президентов Кыргызстана (пятеро бывших и действующий) встретились на нейтральной территории.[86][87]
- 19 февраля
  - В Лондоне состоялась 76-я церемония вручения премий BAFTA[88].
  - Стихийные бедствия
    - В бразильском штате Сан-Паулу из-за ливней и оползней погибло не менее 36 человек[89].

  - Спорт
    - В Солт-Лейк-Сити прошёл Матч всех звёзд НБА[90]
    - В немецком Оберхофе завершился чемпионат мира по биатлону. 29-летний норвежец Йоханнес Тиннес Бё завоевал 5 золотых наград[91].
    - Во Франции завершился чемпионат мира по горнолыжному спорту, лидерами по золотым медалям стали швейцарцы, а по общему количеству наград — норвежцы. Сборная Австрии впервые с 1987 года не выиграла ни одной золотой медали на чемпионате мира[92].
    - В грузинском Бакуриани начался чемпионат мира по фристайлу и сноуборду[93].

  - Конфликты и преступления
    - В перестрелке в ночном клубе Live Lounge в городе Мемфис (штат Теннесси) пострадали 11 человек, один погиб[94].
    - Военно-воздушные силы Израиля атаковали Дамаск, 5 человек погибло, ещё 15 пострадали[95].

  - В несудоходный район в южной части Тихого океана упали несгораемые обломки разгерметизированного грузового корабля «Прогресс МС-21»[96].
- 20 февраля
  - В столице ОАЭ Абу-Даби открылась юбилейная международная выставка вооружений IDEX-2023[97].
  - Президент Турции Реджеп Эрдоган заявил, что в ходе спасательных работ после землетрясения спасено более 114 тысяч человек, разрушено более 1 млн зданий[98].
  - 6 военнослужащих срочной службы погибли при пожаре в блиндаже в Курской области. Причиной объявили нарушение правил безопасности[99].
- 21 февраля
  - Из-за продолжающейся несколько месяцев засухи в Италии в Венеции пересохли городские каналы, в результате чего по части из них не могут передвигаться гондолы и суда экстренных служб[100].
  - В Небраске в результате крушения поезда с рельсов сошли 30 вагонов с углём[101].
  - В Турции произошли два новых крупных землетрясения, их магнитуда составила 6,4 и 5,8 балла, разница между толчками 17 минут[102]. Ранения в результате произошедших землетрясений получили более 550 человек[103].
  - Владимир Путин остановил действие указа 10-летней давности, касающегося внешней политики России[104].
  - Владимир Путин заявил о «приостановке» участия России в договоре СНВ-III, вступившим в силу в 2011 году[105]
  - У берегов Новороссийска в Чёрном море переломился пополам и затонул сухогруз Seamark, который под флагом Комор вез мраморную крошку в один из турецких портов. На борту находилось 11 членов экипажа, один из них погиб[106]
  - Спорт
    - В плей-офф Лиги чемпионов УЕФА «Реал Мадрид» разгромил в гостях «Ливерпуль» со счётом 5:2, уступая 0:2 к 15-й минуте[107].
    - В словенской Планице прошла церемония открытия чемпионата мира по лыжным видам спорта[108].
- 22 февраля
  - В результате рейда израильских военных и полиции в городе Наблус на Западном берегу Иордана погибли не менее 10 палестинцев[109].
  - В Москве на вмещающем 81 тыс. зрителей стадионе «Лужники» прошёл политический митинг и концерт на котором выступил Владимир Путин; по данным МВД РФ количество участников превысило 200 тыс. человек[110]
  - В Китае произошло обрушение грунта на карьере угледобывающего предприятия; в момент происшествия там работали 57 человек, все они числятся пропавшими без вести[111]
- 23 февраля
  - Могила позднего бронзового века, обнаруженная во время археологических раскопках в Мегидо (Израиль), позволила исследователям обнаружить редкий пример деликатной черепной хирургии, которая может быть самой ранней в своем роде на Ближнем Востоке[112].
  - В Иране потерпел крушение вертолёт, на борту которого находились министр спорта этой страны и его замы[113].
  - На крупнейшем нефтехранилище Мексики произошёл пожар[114].
  - В Таджикистане произошло землетрясение силой 7,2 балла[115].
  - В Белгородской области на окраине села Орехово в Валуйском городском округе разбился штурмовик Су-25 ВВС РФ, пилот погиб[116].
  - Оман впервые открыл своё воздушное пространство для израильских самолётов. Министр иностранных дел Израиля Эли Коэн назвал решение историческим[117].
- 24 февраля
  - В день годовщины начала российского вторжения в Украину в России предпринимались попытки проведения антивоенных акций. В 44 городах возлагались цветы к памятникам, в 11 — прошли пикеты. Москвичи возлагали цветы к памятнику Леси Украинки, здесь было задержано не менее 4 человек, а цветы коммунальная служба убирала. Всего было задержано 54 человека в 14 городах[118]
  - С космодрома Байконур к МКС стартовала ракета-носитель «Союз-2.1а» с беспилотным кораблём «Союз МС-23», чтобы заменить повреждённый метеоритом корабль «Союз МС-22»[119]
  - В Китае прошёл успешный пуск спутника «Хорус-1» при помощи ракеты CZ-2C с космодрома Цзюцюань[120].
  - Алеку Болдуину суд официально разрешил продолжить работу в фильме «Ржавчина», на съёмочной площадке которого он непреднамеренно убил оператора[121].
  - Спорт
    - В НБА сыгран второй по результативности матч в истории: «Сакраменто Кингз» победили во втором овертайме «Лос-Анджелес Клипперс» со счётом 176—175[122].
    - Норвежец Симен Хегстад Крюгер впервые стал чемпионом мира по лыжным гонкам, победив в скиатлоне на турнире в Планице[123][124].
    - Гюда Вестволл Хансен стала чемпионкой мира по лыжному двоеборью[125].
    - Определились все участники плей-офф КХЛ от Восточной конференции[126].
- 25 февраля
  - Спорт
    - Шведка Эбба Андерссон выиграла скиатлон на чемпионате мира в Планице[127].
    - Канадец Микаэль Кингсбери стал 7-кратным чемпионом мира по фристайлу, выиграв могул в Бакуриани[128].
    - Французская фристайлистка Перрин Лаффон выиграла золото в могуле на чемпионате мира в Бакуриани[128].
    - Российский теннисист Даниил Медведев выиграл турнир серии ATP 250 в Дохе (Катар)[129].
- 26 февраля
  - Свыше 50 человек погибли в результате крушения лодки с нелегальными мигрантами в Италии, всего на борту было около 250 человек[130].
  - Спорт
    - Финал Кубка Английской футбольной лиги: «Манчестер Юнайтед» обыграл на «Уэмбли» «Ньюкасл Юнайтед» со счётом 2:0, победный мяч забил Каземиро[131].
- 27 февраля
  - Спорт
    - Серб Новак Джокович установил рекорд в истории тенниса по числу недель во главе мирового рейтинга (378), превзойдя достижение Штеффи Граф[132].

  - На Хорватию обрушился снегопад, из-за которого на трассах оказалось занесено несколько сотен автомобилей; в городах Грачац, Обровац, Госпич и Книн организованы центры размещения для людей, которые из-за бури не имеют возможности добраться до нужных им мест[133].
  - Венгерская авиакомпания Wizz Air объявила о решении приостановить все рейсы в Кишинёв и из него с 14 марта по соображениям безопасности[134].
  - В Испании на курортном острове Майорка из-за шторма «Джульеттa» объявлен «красный» уровень погодной опасности, там выпали сугробы высотой до полуметра, и ожидается продолжение снегопада[135].
- 28 февраля
  - Лионель Месси был признан ФИФА лучшим футболистом 2022 года[136].
  - Иранские геологоразведчики сообщили об обнаружении в остане Хамадан первого в этой стране месторождения лития[137].
  - Столкновение поездов в Темби (Греция): погибли 57 человек[138].